# Glyphostoma dentiferum
Glyphostoma dentiferum is een slakkensoort uit de familie van de Clathurellidae. De wetenschappelijke naam van de soort is voor het eerst geldig gepubliceerd in 1873 door Gabb.